# República Socialista Soviética da Geórgia
A República Socialista Soviética da Geórgia foi uma das repúblicas que compunham a União Soviética, que existiu entre 1921 e 1991. Localizava-se ao noroeste da RSS do Azerbaijão, norte da RSS da Armênia e ao sul da RSFS da Rússia.

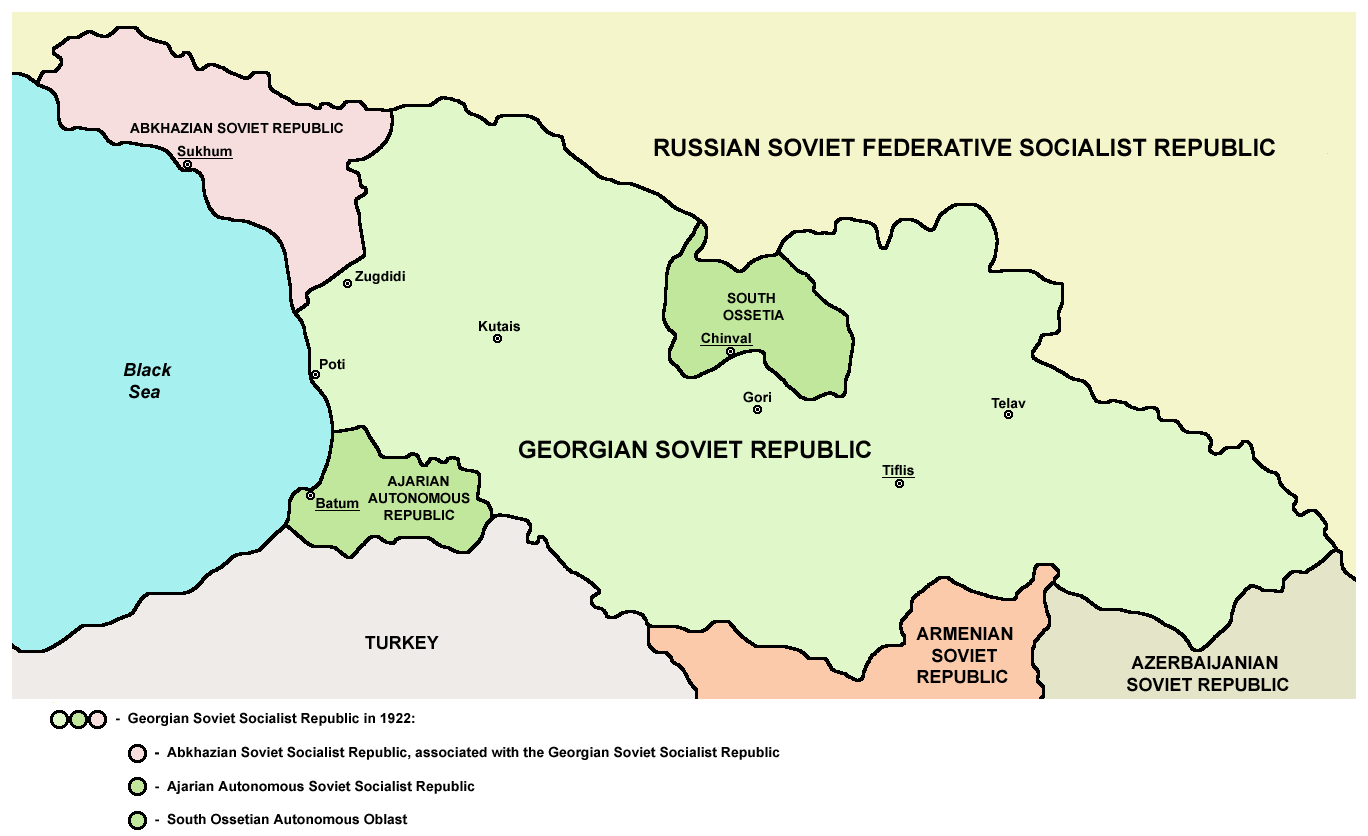
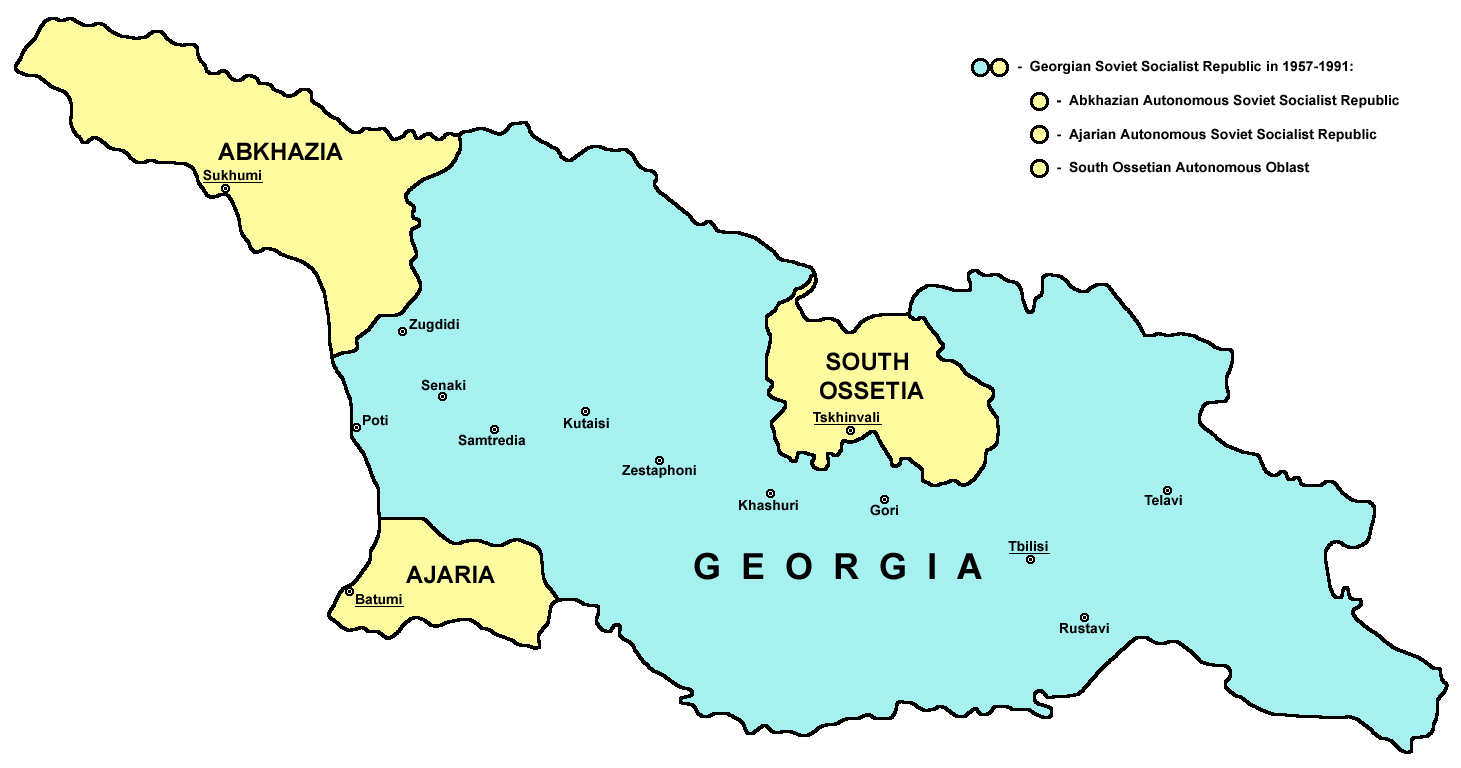